# Stylidium elachophyllum
Stylidium elachophyllum är en tvåhjärtbladig växtart som beskrevs av Anthony R. Bean och M.T.Mathieson. Stylidium elachophyllum ingår i släktet Stylidium och familjen Stylidiaceae. Inga underarter finns listade i Catalogue of Life.